# Lijst van burgemeesters van Deurne en Liessel
Dit is een lijst van burgemeesters van de voormalige Nederlandse gemeente Deurne en Liessel in de provincie Noord-Brabant. Deurne en Liessel was van 1810 tot 1926 een zelfstandige gemeente, waarna het met Vlierden werd samengevoegd tot de nieuwe gemeente Deurne.
| Ambtsperiode | Foto | Naam burgemeester                     | Partij of stroming | Bijzonderheden                                               |
| ------------ | ---- | ------------------------------------- | ------------------ | ------------------------------------------------------------ |
| 1810-1813    |      | Jan Willem van de Mortel              |                    | voorheen al schout van de heerlijkheid                       |
| 1813-1850    |      | Gerrit van Riet                       |                    | deels als maire en schout                                    |
| 1850-1854    |      | Joannes Wilhelmus van de Mortel       |                    |                                                              |
| 1854-1861    |      | Henricus Theodorus Alouisius van Baar |                    |                                                              |
| 1861-1863    |      | Andries Hubertus van de Mortel        |                    |                                                              |
| 1863-1895    |      | Petrus Antonius van de Mortel         |                    | laatste burgemeester tot op heden die in Deurne geboren werd |
| 1895-1917    |      | Klaas Laan                            |                    |                                                              |
| 1917-1925    |      | Johannes Casper van Beek              |                    |                                                              |